# Ugo Frigerio
Ugo Frigerio   (Milà, 16 de setembre de 1901 - Garda, 7 de juliol de 1968) fou un esportista italià que competí en marxa atlètica. Va competir en quatre esdeveniments als Jocs Olímpics de 1920, 1924 i 1932 que van de 3 a 50 km i va guanyar tres medalles d'or i una de bronze. Va ser el Bandera olímpica d'Itàlia el 1924 i el 1932.
Als Jocs d'Anvers 1920 guanyà dues medalles d'or en 3 i 10 km marxa. Als 3 km va fer un temps de 13:14.2, i als 10 km de 48:06.2. Quatre anys més tard la prova de 3 km no es disputà però a la de 10 km revalidà el seu títol olímpic. A Los Angeles 1932 aconseguí el bronze en 50 km marxa.

## Biografia
A nivell nacional, Frigerio va guanyar nou títols de marxa: en els 3 km (1921, 1922), 10 km (1919–1922, 1924, 1931) i una hora de marxa (1920).
Abans de la cursa olímpica de 3 km de 1920 a Anvers Frigerio va donar pàgines de partitures que volia escoltar a la banda que tocava al lloc de la competició. Durant la cursa renyava el director quan la banda s'estava desviant del seu tempo, i xerrà amb el públic, que finalment va començar a animar-lo.
Frigerio es va semijubilar després d'assabentar-se que la marxa de carreres estava exclosa dels Jocs Olímpics d'estiu de 1928. Va reprendre l'entrenament l'any 1931 per preparar-se per als Jocs de 1932, on l'única prova a peu va ser de 50 km, cinc vegades més que la seva distància favorita de 10 km. Va guanyar una medalla de bronze i es va retirar definitivament, convertint-se en administrador esportiu. El 1934, va escriure una autobiografia titulada Marciando nel nome dell'Italia (Caminant en nom d'Itàlia).
Va treballar com a tipògraf per a la Gazzetta dello Sport i l'any 1934 va escriure un llibre titulat Marxant representant a Itàlia.